# Giro del Piemonte 1979
Il Giro del Piemonte 1979, sessantasettesima edizione della corsa, si svolse il 2 settembre 1979 su un percorso di 227 km. La vittoria fu appannaggio dell'italiano Silvano Contini, che completò il percorso in 5h35'00", precedendo i connazionali Wladimiro Panizza e Gianbattista Baronchelli.
Sul traguardo 31 ciclisti, su 104 partiti da Torino, portarono a termine la competizione. 

## Ordine d'arrivo (Top 10)
| Pos. | Corridore                | Squadra             | Tempo    |
| ---- | ------------------------ | ------------------- | -------- |
| 1    | Silvano Contini          | Bianchi-Faema       | 5h35'00" |
| 2    | Wladimiro Panizza        | Sanson-Luxor TV     | s.t.     |
| 3    | Gianbattista Baronchelli | Magniflex-Famcucine | s.t.     |
| 4    | Marino Amadori           | Sapa Assicurazioni  | s.t.     |
| 5    | Mario Beccia             | Mecap-Hoonved       | s.t.     |
| 6    | Corrado Donadio          | C.B.M. Fast-Gaggia  | s.t.     |
| 7    | Alessandro Pozzi         | Bianchi-Faema       | a 4"     |
| 8    | Carmelo Barone           | Gis Gelati          | a 4'38"  |
| 9    | Luciano Loro             | Mecap-Hoonved       | s.t.     |
| 10   | Pierino Gavazzi          | Zonca-Santini       | s.t.     |